# Apollinaire Franco
Pour les articles homonymes, voir Saint Apollinaire, Apollinaire et Saint-Apollinaire.
Apollinaire Franco, ou Apollinaire du Japon, est un prêtre franciscain né à Aguilar de Campoo en Vieille-Castille (Espagne) vers 1570. Il fut brûlé vif à Omura au Japon en 1622 pour ne pas avoir obtempéré à l'ordre donné par les shogouns aux missionnaires catholiques de quitter le pays sous peine de mort en 1614. 
C'est un bienheureux célébré par l'Église catholique romaine le 12 septembre, avec le prètre dominicain Thomas Zumarraga et leurs quatre compagnons.

## Biographie
Appolinaire Franco est né à Aguilar de Campoo en Vieille-Castille (Espagne) vers 1570. Il est docteur de l'université de Salamanque, et un célèbre prédicateur en Castille. Il décide de partir aux Philippines, et de Manille il gagne le Japon en débarquant à Osaka. Ses hagiographes indiquent que « son zèle et sa vertu attirent de nombreux disciples », dont Paul et François, deux japonais qui demandent le baptême. Ils seront martyrisés avec lui. Paul demande à entrer dans l'ordre franciscain, mais c'est en prison qu'il réalise son vœu : le père Appolinaire le reçoit alors dans le Tiers-Ordre franciscain. Ayant refusé de quitter le pays comme les  shogouns en avaient donné l'ordre aux missionnaires catholiques en 1614 (sous peine de mort). Le père Franco est brûlé vif à Omura au Japon en 1622. Il est exécuté avec ses deux compagnons japonais « sous les injures de la foule païenne ».